# Phats & Small
Phats & Small er en engelsk DJ duo bestående af Jason "Phats" Hayward og Russel Small. De er best kendt for nummeret Turn Around som samplede vokaler fra Toney Lees Reach Up. Den blev geninspillet med Ben Ofoedu som sanger.

## Diskografi

### Singler
| År   | Title                      | Højeste hitlisteplacering | Højeste hitlisteplacering | Højeste hitlisteplacering | Højeste hitlisteplacering | Højeste hitlisteplacering | Højeste hitlisteplacering | Højeste hitlisteplacering | Højeste hitlisteplacering | Højeste hitlisteplacering | Højeste hitlisteplacering | Albums                       |
| År   | Title                      | AUT                       | BEL                       | FIN                       | FRA                       | GER                       | NLD                       | NOR                       | SWE                       | SWI                       | UK                        | Albums                       |
| ---- | -------------------------- | ------------------------- | ------------------------- | ------------------------- | ------------------------- | ------------------------- | ------------------------- | ------------------------- | ------------------------- | ------------------------- | ------------------------- | ---------------------------- |
| 1999 | "Turn Around"              | 26                        | 2                         | 21                        | 9                         | 18                        | 10                        | 14                        | 25                        | 8                         | 2                         | Now Phats What I Small Music |
| 1999 | "Feel Good"                | —                         | 21                        | —                         | 35                        | 64                        | 46                        | —                         | 45                        | 20                        | 7                         | Now Phats What I Small Music |
| 1999 | "Tonite"                   | —                         | 44                        | 16                        | —                         | 36                        | 40                        | —                         | 50                        | 15                        | 11                        | Now Phats What I Small Music |
| 2000 | "Harvest for the World"    | —                         | —                         | —                         | —                         | 90                        | —                         | —                         | —                         | 59                        | —                         | Now Phats What I Small Music |
| 2001 | "This Time Around"         | —                         | —                         | —                         | —                         | 92                        | —                         | —                         | —                         | 61                        | 15                        | This Time Around             |
| 2001 | "Change"                   | —                         | —                         | —                         | —                         | —                         | —                         | —                         | —                         | 96                        | 45                        | This Time Around             |
| 2001 | "Respect the Cock"         | —                         | —                         | —                         | —                         | —                         | —                         | —                         | —                         | —                         | —                         | This Time Around             |
| 2003 | "You're Rude (Get Fucked)" | —                         | —                         | —                         | —                         | —                         | —                         | —                         | —                         | —                         | —                         | Single Release Only          |
| 2004 | "Sun Comes Out"            | —                         | 30                        | —                         | —                         | 57                        | 45                        | —                         | —                         | —                         | —                         | Soundtrack to Our Lives      |